# 下雷德萊克 (明尼蘇達州)
下雷德萊克（英語：Lower Red Lake）是位於美國明尼蘇達州貝爾特拉米縣的一個未組織地區。

## 地方資料
下雷德萊克的面積為1086.30平方千米，當中陸地面積為364.70平方千米，而水域面積為721.60平方千米。根據2020年美國人口普查的數據，當地共有人口5423人，而人口密度為每平方千米4.99人。